# Eric Larsson (esquiador)
Erik August Larsson (20 de abril de 1912 - 10 de marzo de 1982) fue un esquiador de fondo sueco que compitió en la década de 1930. Participó en los Juegos Olímpicos de Invierno de 1936 celebrados en la localidad alemana de Garmisch-Partenkirchen, en los que ganó una medalla de oro en los 18 km y un bronce en el relevo de 4 × 10 km. Ese mismo año fue galardonado con la medalla de oro del Svenska Dagbladet. Larsson también ganó un bronce en el relevo de 4 × 10 km en los Campeonatos Mundiales de Esquí Nórdico de la FIS de 1935.
Larsson era el cuarto hijo en una familia sueca de habla finlandesa muy religiosa. En 1935 empezó a trabajar como limpiador en la mina de hierro de Kiruna durante el verano y como leñador en invierno. En 1939, tras asistir a una asamblea de oración en Kurravaara, abandonó su carrera deportiva y se hizo cristiano laestadiano. Más tarde fue predicador en una congregación laestadiana en Kiruna. Su hijo Lars también fue predicador en Luleå, mientras que su nieta Åsa Larsson es una exitosa escritora de novelas policíacas.

## Palmarés internacional
| Juegos Olímpicos   | Juegos Olímpicos                     | Juegos Olímpicos  | Juegos Olímpicos |
| Año                | Lugar                                | Medalla           | Prueba           |
| ------------------ | ------------------------------------ | ----------------- | ---------------- |
| 1936               | Garmisch-Partenkirchen · ( Alemania) | Medalla de oro    | 18 km            |
| 1936               | Garmisch-Partenkirchen · ( Alemania) | Medalla de bronce | Relevo 4 × 10 km |
| Campeonato Mundial |                                      |                   |                  |
| Año                | Lugar                                | Medalla           | Prueba           |
| 1935               | Vysoké Tatry                         | Medalla de bronce | Relevo 4 × 10 km |